# Inga ögon väntar mig
Inga ögon väntar mig är en novellsamling av Lars Ahlin utgiven 1944. 
Den var Lars Ahlins andra utgivna bok och betraktas som en höjdpunkt i fyrtiotalets novellistik. Boken innehåller bland annat novellen  Kommer hem och är snäll som gestaltar en äktenskaplig konflikt och på många sätt är representativ för Ahlins berättarkonst med dess återkommande motiv av problematiska familje- och äktenskapsrelationer. 1973 gjordes Kommer hem och är snäll i en TV-dramatisering med Keve Hjelm och Anita Björk i rollerna.

## Innehåll
- Kommer hem och är snäll
- Inga ögon väntar mig
- Skändat rum
- Säg pappa, Madeleine
- Semesterresa
- Min vän Kalle
- Vad du aldrig känt
- Tre generationer
- Det underbara nattlinnet
- Här är paradiset
- Het dag i augusti
- Plötslig dimma
- Gåva gömd i ynkedom
- Härligt grönt gräs